# Tambura

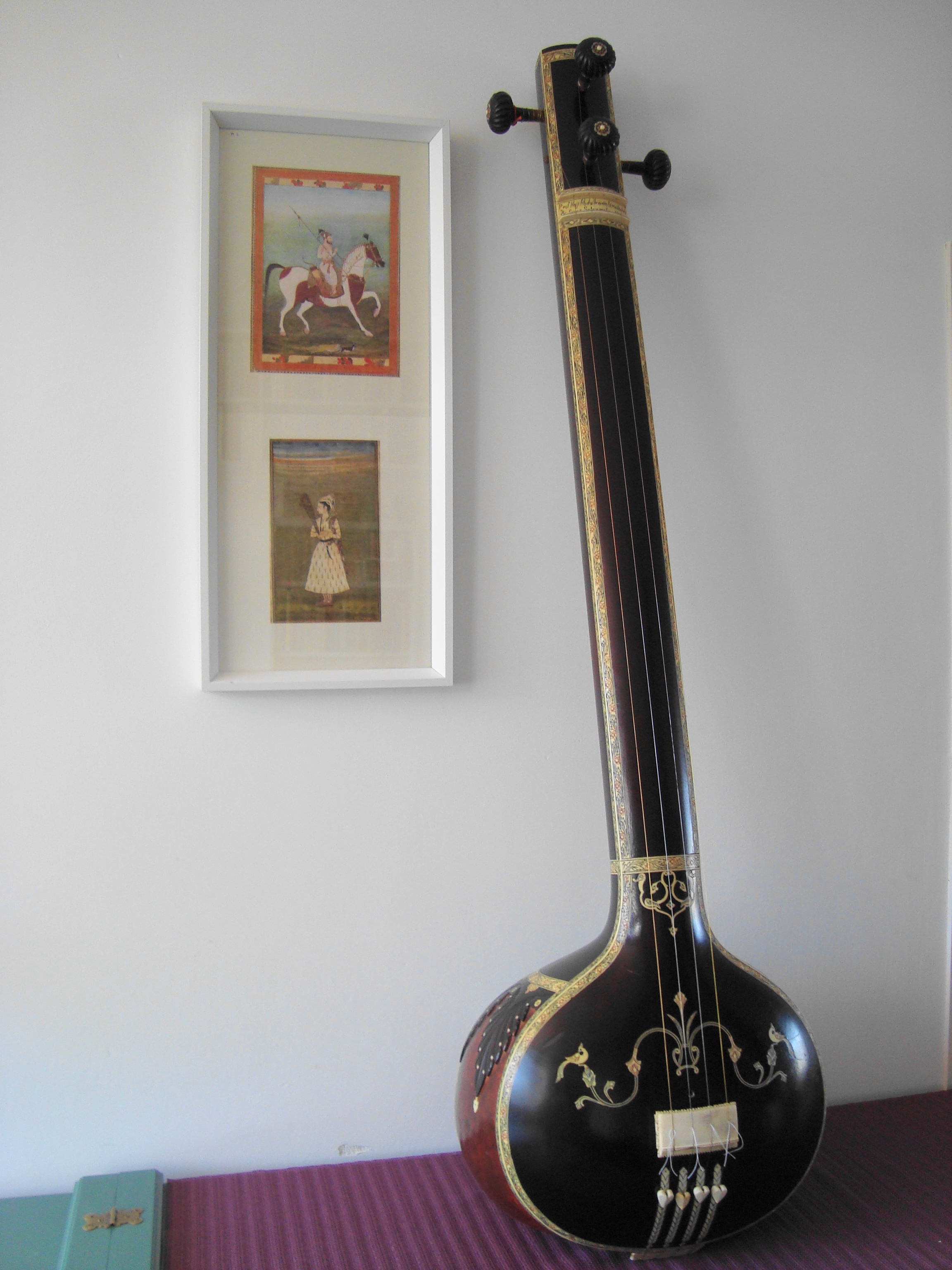
Tambura de to greu

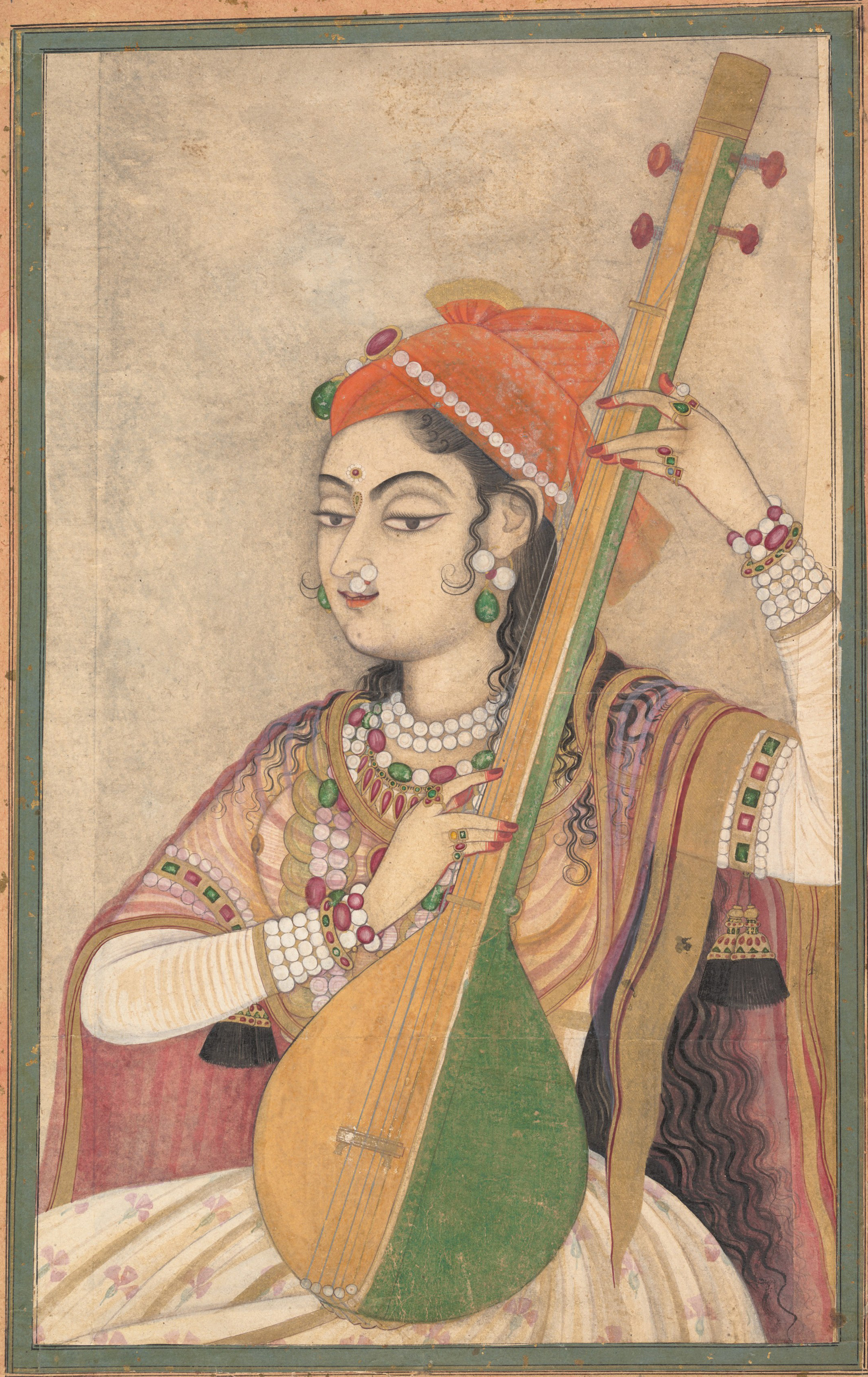
Una dona tocant la tambura, ca. 1735

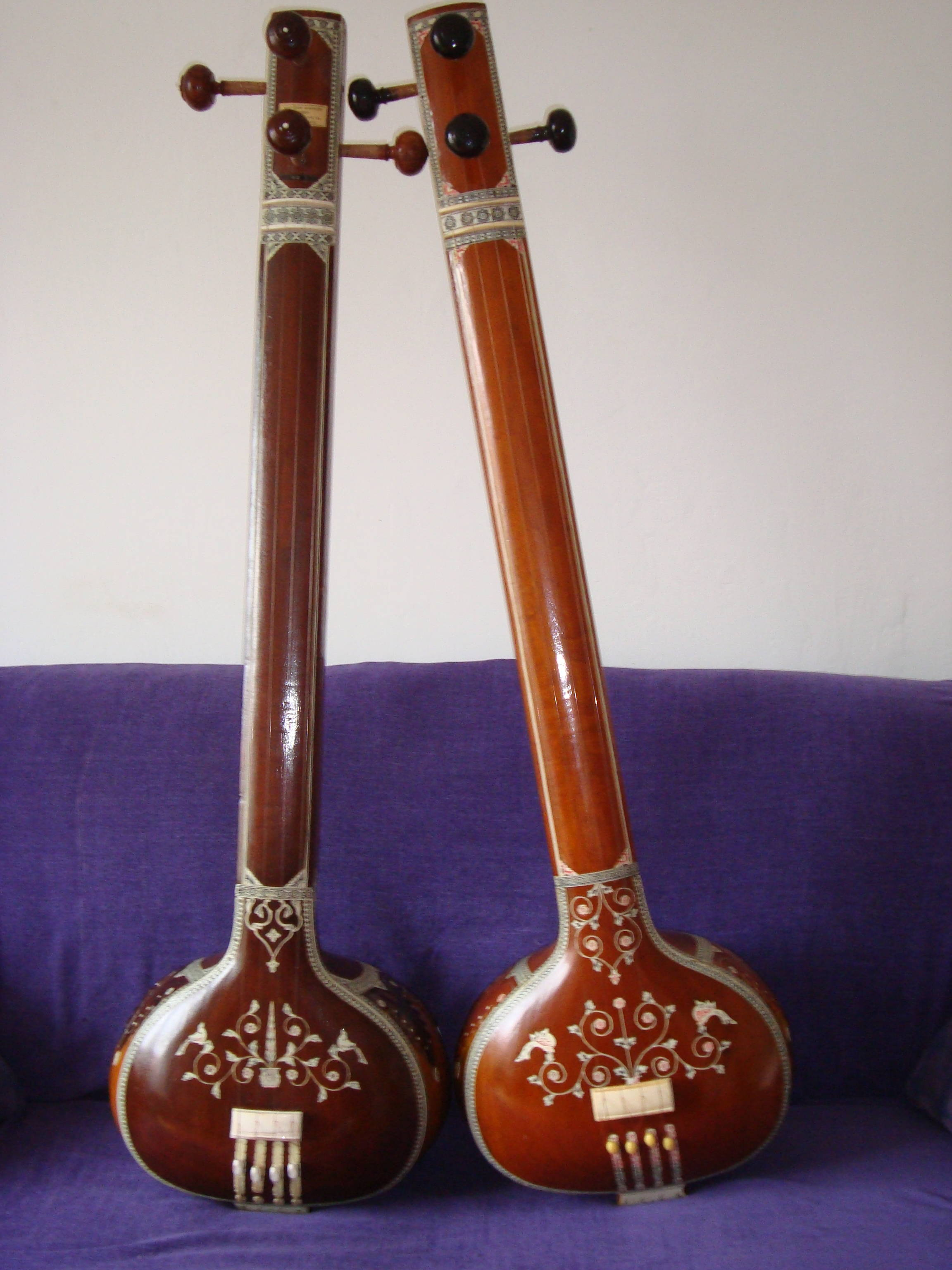
Un parell de tambures de to agut (més petits)

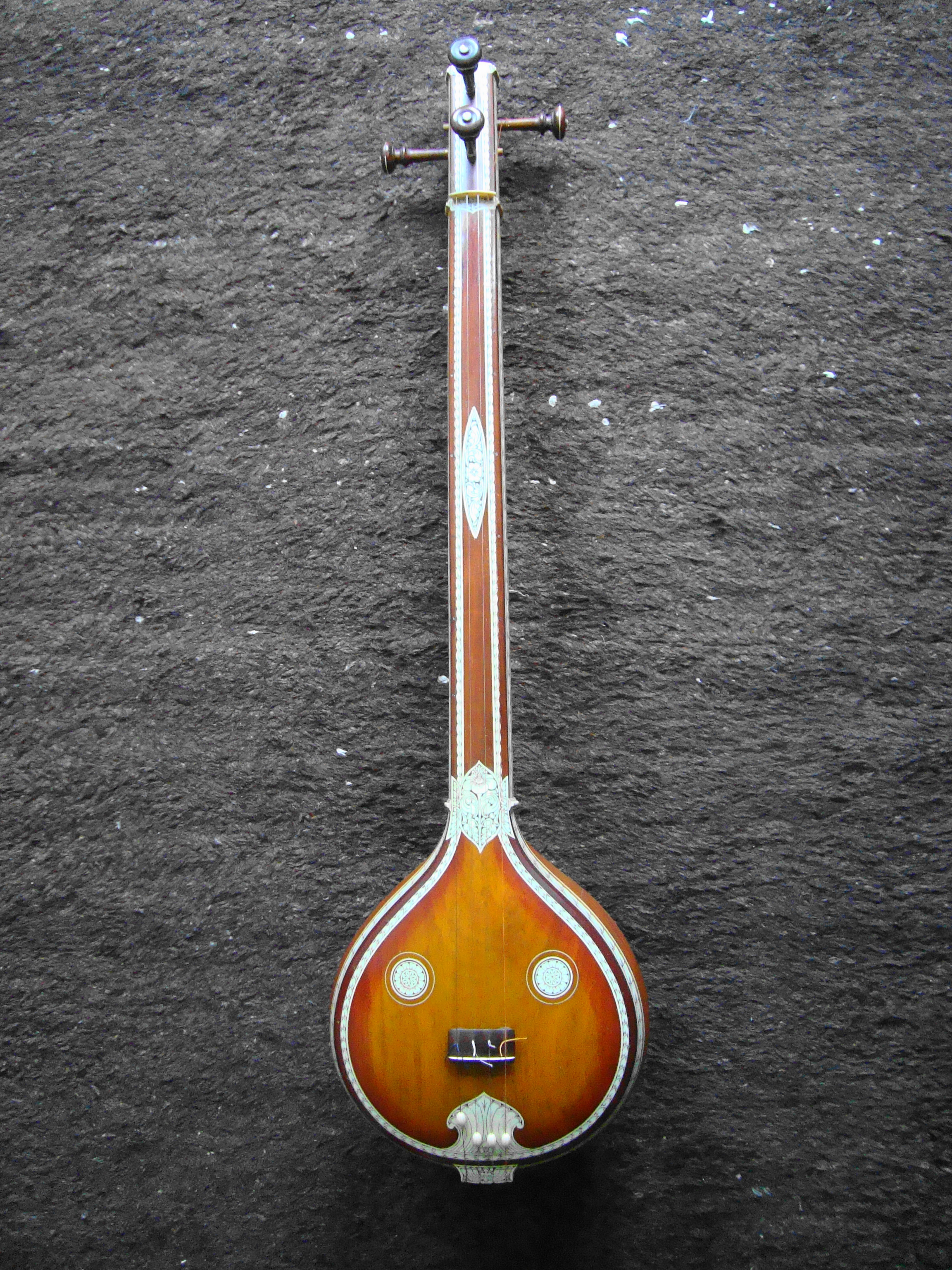
Tambura carnàtica d'estil Tanjore

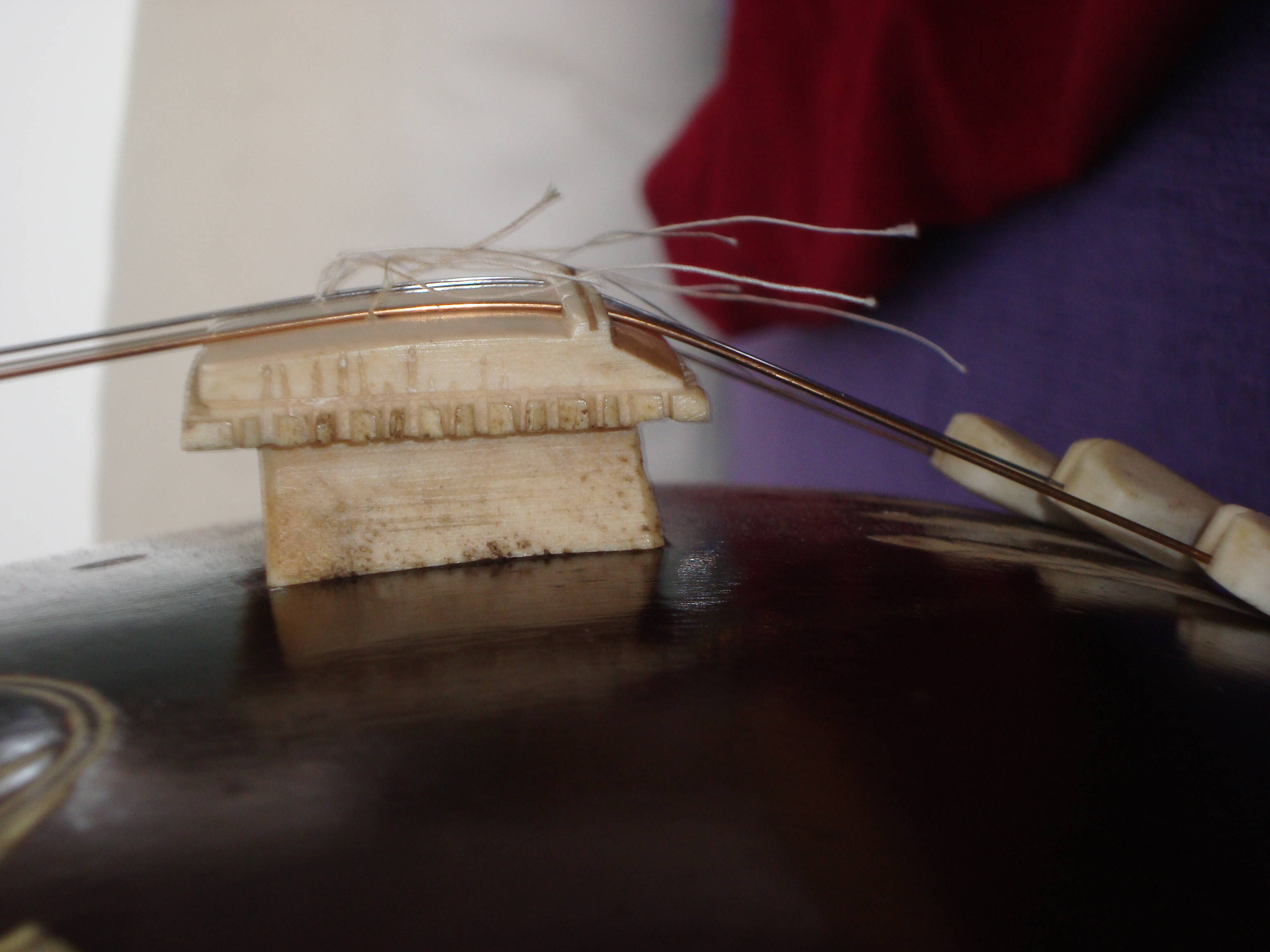
Vista lateral del pont d'una tambura

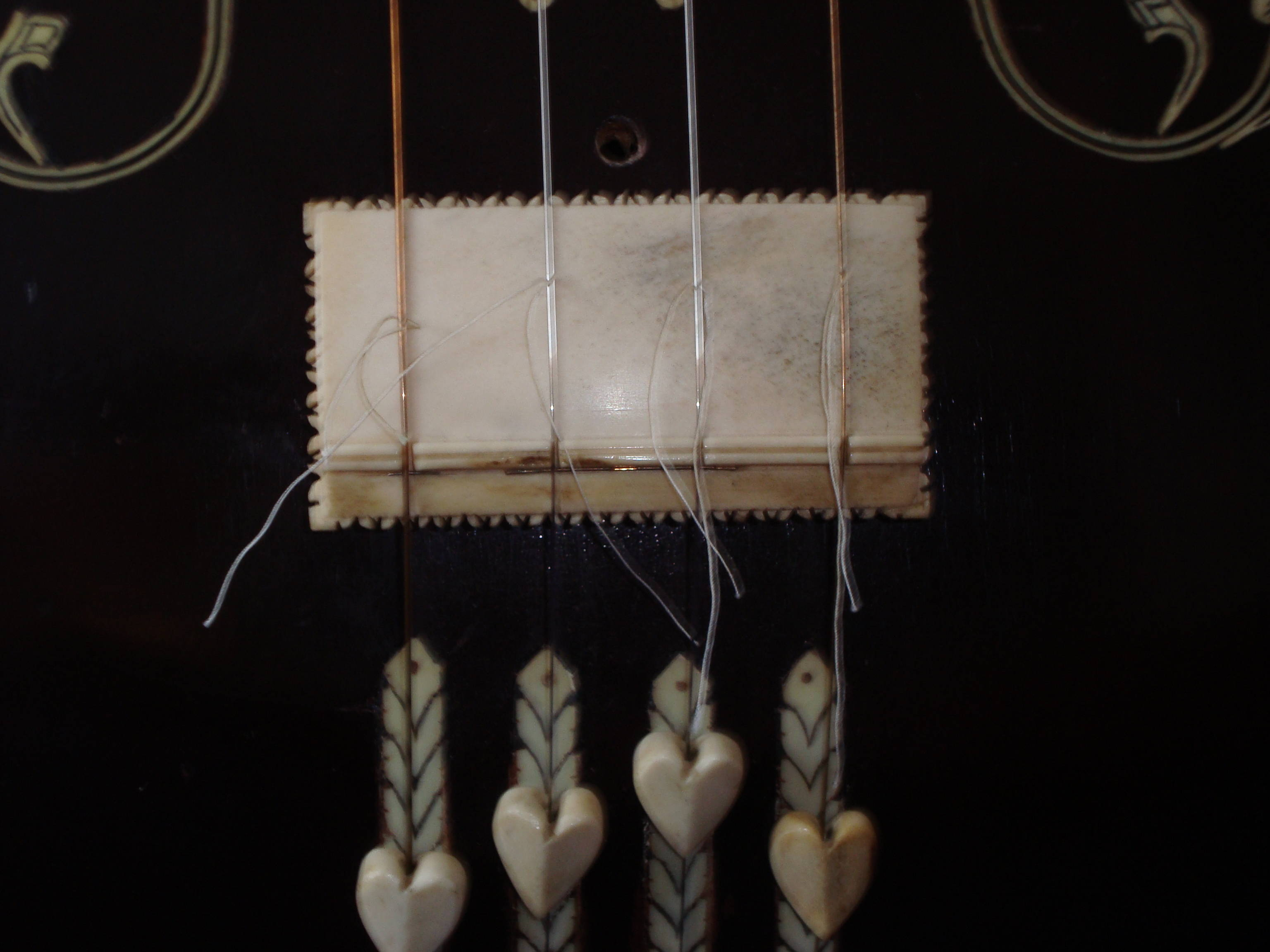
Vista superior del pont d'una tambura

La tambura (Sànscrit: तंबूरा, romanized: Taṃbūrā), també coneguda com tanpuri, és un instrument de corda pinçada de mànec llarg, originària de l'Índia, que es troba en diverses formes a la música índia.
No toca la melodia, sinó que dona suport i sosté la melodia d'un altre instrument o cantant proporcionant un bordó harmònic o continu. La tambura no es toca al ritme del solista o del percussionista: com que el moment precís de pinçar quatre cordes en un bucle continu és un factor determinant en el so resultant, es reprodueix sense canvis durant l'actuació completa. El cicle repetit de pinçar totes les cordes crea el dibuix sonor sobre el qual es basa la melodia del raga. El so combinat de totes les cordes, on cada corda té un to fonamental amb el seu propi espectre d'armònics, es recolza i es barreja amb els tons externs cantats o tocats pel solista.
Els músics hindustànics afavoreixen el terme tanpura mentre que els músics carnàtics diuen tambura; tanpuri és una variant més petita que de vegades s'utilitza per acompanyar solistes instrumentals.

## Història
Les tambures formen l'arrel del conjunt i, de fet, de la pròpia música, ja que el tambura crea un acord de referència dinàmic acústic del qual els ragues (modes melòdics) deriven el seu caràcter, color i to distintius. Stephen Slawek assenyala que a finals del segle XVI, la tambura s'havia "desenvolupat completament en la seva forma moderna", i es va veure a les pintures en miniatura dels mogols. Slawek suggereix a més que, a causa de la similitud estructural, el sitar i la tabuura comparteixen una història relacionada.
També existeix la tambura electrònica, una caixa petita que imita el so d'una tambura, que de vegades s'utilitza en actuacions de música clàssica índia contemporània en lloc d'una tambura, encara que aquesta pràctica es considera controvertida.

### Constructors de tambura
La família Sitarmaker de Miraj és considerada com una de les millors productores de tambures del món. La família porta més de set generacions construint tambures des de 1850.

## Construcció
La forma del cos de la tambura s'assembla una mica a la del sitar, però no té trasts, ja que les cordes sempre es pincen en tota la seva longitud. Es poden utilitzar una o més tambures per acompanyar vocalistes o instrumentistes. Té quatre o cinc (rarament sis) cordes metàl·liques, que es pincen una darrere l'altra en un patró regular per crear una ressonància harmònica a les notes bàsiques d'una tecla.

## Pont i cordes
El so ric en armònics i el moviment audible en les ressonàncies interiors del to s'aconsegueix aplicant el principi de jivari que crea un so "brunzidor" sostingut en el qual els harmònics particulars ressonaran amb claredat focalitzada. Per aconseguir aquest efecte, les cordes passen per sobre d'un pont corbat en forma de taula, la part davantera del qual s'allunya suaument de la superfície de les cordes. Quan es pinça una corda, té un contacte periòdic intermitent amb el pont. Quan la corda es mou cap amunt i cap avall, l'ona descendent tocarà un punt llunyà de la corba del pont i, a mesura que l'energia de moviment de la corda disminueixi gradualment, aquests punts de contacte de la corda al pont també es desplaçaran gradualment., sent una funció composta de l'amplitud, la curvatura del pont, el to, la tensió de la corda i el temps. Quan es pinça la corda, té una gran amplitud. A mesura que l'energia del moviment de la corda disminueix gradualment, el punt de contacte de la corda amb el pont s'arrossega lentament pel pendent del pont. Depenent de l'escala, la tensió i el to, això pot trigar entre tres i deu segons.
Aquest procés dinàmic es pot ajustar amb un fil de cotó entre la corda i el pont: en desplaçar el fil, la seqüència de contacte de pastura es desplaça a una posició diferent del pont, canviant el contingut harmònic. Cada corda produeix la seva pròpia gamma d'harmònics en cascada i, al mateix temps, crea una ressonància particular. D'acord amb aquest principi, les tambures s'ajusten amb atenció per aconseguir una ombra tonal particular en relació amb les característiques tonals del raga. Aquests aspectes més delicats de l'afinació estan directament relacionats amb el que els músics indis anomenen raga svaroop, que tracta de com les entonacions característiques són aspectes importants que defineixen un raga particular. La particular configuració de la tambura, amb el fil de cotó com a punt d'enfocament variable, permet explorar una multitud de relacions harmòniques produïdes per la subtil interacció harmònica en el temps de les seves quatre cordes.

## Mides i afinacions
Les tambures tenen diferents mides i tons: "mascles" més grans, "femelles" més petites per als vocalistes, i una versió encara més petita s'utilitza per acompanyar el sitar o el sarod, anomenada tanpuri. Aquests toquen a octava per no ofegar els registres inferiors del solista. Els vocalistes masculins utilitzen els instruments més grans i toquen la seva nota tònica (Sa), sovint en Re, Do♯ o més baix, alguns baixen a Si bemoll; les cantants femenines solen ser una cinquena més alta, encara que aquestes notes tòniques poden variar segons la preferència del cantant, ja que no hi ha una referència de to absoluta i fixa en els sistemes de música clàssica indi. Una cantant pot prendre el seu 'sa' en Fa, una altra en A, els sitaristes afinen principalment al voltant de Do ♯, els sarodiyes al voltant de C, els sarangis varien més entre D i F ♯, i els bansuris toquen principalment des de E. La tambura masculina té una corda oberta amb una longitud d'aproximadament un metre; la tambura femenina és tres quartes parts de la masculina. L' afinació estàndard és 5-8-8-1 (també do′ do′ do) o, en sargam indi, Pa-sa-sa-Sa. Per als ragues que ometen el cinquè to, pa, la primera corda s'afina fins a la quarta natural: 4-8-8-1 o Ma-sa-sa-Sa. Alguns ragues que ometen Pa i shuddha Ma, com Marwa o Hindol, requereixen una afinació menys comuna amb shuddha Dha (6è major), DHA-sa-sa-SA o 6-8-8-1, o amb la 7a, NI -ssS. Amb un instrument de cinc cordes, es pot afegir la setena o NI (7a major o menor): PA-NI-sa-sa-SA (5-7-8-8-1) o MA-NI-sa -sa-SA (4-7-8-8-1). Tant els harmònics menors com els majors es distingeixen clarament en la textura harmònica del so general, de manera que quan les cordes Ni s'afinen en aquests harmònics, el so resultant serà perfectament harmònic. Normalment les cordes d'octava són de filferro d'acer, i la tònica, de quarta o cinquena corda de filferro de llautó o bronze. Si una corda s'afina en 6a o 7a, s'aconsella una corda d'acer.

## Variants
Les tambures estan dissenyades en dos estils diferents:
- Estil Miraj: la forma preferida de tambura per als intèrprets hindustànics. Sol tenir entre tres i cinc peus de llarg, amb una placa de ressonància arrodonida tallada (tabli) i un mànec llarg i buit, en secció semblant a una D capital arrodonida. La cambra inferior rodona a la qual es troba el tabli, la peça de connexió del taló i el mànec (dandh) estan fixats a una carbassa seleccionada i seca (tumba). La fusta utilitzada és la toona ciliata o la teca; els ponts solen ser d'os.
- Estil tanjore: aquest és un estil de tambura del sud de l'Índia, utilitzat àmpliament pels artistes carnàtics. Té una forma i un estil de decoració una mica diferents dels del miraj, però d'altra banda és gairebé de la mateixa mida. Normalment, no s'utilitza cap carbassa, però la part esfèrica s'extreu d'un bloc sòlid de fusta. El mànec té un diàmetre una mica més petit. El jackwood s'utilitza a tot arreu; els ponts solen tallar-se d'una sola peça de palissandre. Les rosetes sovint estan perforades i ornamentades amb incrustacions.